# All Hope Is Gone
All Hope Is Gone – czwarty studyjny album grupy muzycznej Slipknot. Wydany w 2008 roku przez amerykańską wytwórnię płytową Roadrunner Records.

## Lista utworów
1. ".execute." – 1:49
2. "Gematria (The Killing Name)" – 6:02
3. "Sulfur" – 4:38
4. "Psychosocial" – 4:42
5. "Dead Memories" – 4:29
6. "Vendetta" – 5:16
7. "Butcher's Hook" – 4:15
8. "Gehenna" – 6:53
9. "This Cold Black" – 4:40
10. "Wherein Lies Continue" – 5:37
11. "Snuff " – 4:36
12. "All Hope Is Gone" – 4:45
13. "Child of Burning Time" – 5:10  (limitowana edycja)
14. "Vermilion Pt. 2"(Bloodstone mix)  (limitowana edycja)
15. "'Til We Die" – 5:46  (limitowana edycja)

## Twórcy
- Sid Wilson – gramofony
- Joey Jordison – perkusja
- Paul Gray – gitara basowa
- Chris Fehn – instrumenty perkusyjne
- James Root – gitara elektryczna
- Craig Jones – sample
- Shawn Crahan – instrumenty perkusyjne
- Mick Thomson – gitara elektryczna
- Corey Taylor – wokal
- Jeremy Parker – inżynieria dźwięku
- Oli Wright – asystent inżyniera dźwięku
- Matt Hyde – inżynieria dźwięku
- Ted Jensen – mastering
- Colin Richardson – miksowanie
- Dave Fortman – produkcja muzyczna